# 和歌山市歌
- 和歌山市市歌

「和歌山市歌」（わかやましか）は、和歌山県の県庁所在地である和歌山市が制定した市歌である。以下の4代が存在する。
1. 1922年（大正13年）制定。作詞・岩橋喜宮一、作曲者不詳。
2. 1935年（昭和10年）制定。作詞・土岐善麿、作曲・下総皖一。
3. 1940年（昭和15年）制定。作詞・田辺善一、作曲・澤崎定之。
4. 1955年（昭和30年）制定。作詞・佐藤春夫、作曲・山田耕筰。

現在の市歌は4.である。

## 現市歌
現在の「和歌山市歌」は市制66周年を記念して1955年（昭和30年）7月5日に制定されたもので、4代目に当たる。市の公式サイトやYouTubeチャンネル、2012年（平成24年）刊の『全国 都道府県の歌・市の歌』では表題が「和歌山市市歌」とされているが、制定から間もない時期の市勢要覧に掲載された楽譜や市の公式プレスリリースでは「和歌山市歌」の表記が用いられた事例があるなど、両方の表記が混在している。
作詞は自治体歌の多くで採られる懸賞公募ではなく詩人で新宮市出身の佐藤春夫に、作曲は7年前に「和歌山県民歌」を手掛けた山田耕筰にそれぞれ依頼された。春夫は和歌山市だけでなく「新宮市歌」や「高野町の歌」など県内の市町歌や校歌でも多数の作詞を手掛けているが「作詞料はいらない。心魂ささげて作る」と和歌山県下からの作詞依頼には全て無償で応じていたという。
3番では「豈（あに）煤煙を誇らんや」と当時の住友金属工業和歌山製鉄所から噴き出す煤煙を反語的表現で批判する一節があるが、元市長の大橋建一はこの部分について「歌っていて違和感があり、最近はほとんど歌われない」としていた。

## 過去の和歌山市歌
4代目の現市歌が制定される以前には、以下の3代の市歌が制定されていた。日本の自治体歌において4代にわたる市歌の代替わりは、秋田市の5代に次ぐ多さである。なお初代と2代目は歌詞のみで楽譜が現存していない。
これらの旧市歌に関して『和歌山市史』では第3巻において初代市歌について少量の記述があるのみだが、元市長の大橋建一が刊行した『元記者市長の百歌自典』（アガサス、2012年）、並びに和歌山市立博物館学芸員の太田宏一が2016年（平成28年）に『研究紀要』第31号で掲載した論考「和歌山市歌について」で詳しく紹介されている。

### 初代（1922年）
初代の「和歌山市歌」は和歌山市出身の詩人・杉村楚人冠を審査委員に迎え、1922年（大正11年）に「市民の愛市精神を一層濃厚ならしめ、自治振興に策する」ことを制定意義として歌詞を懸賞募集したものとされる。応募総数は125篇で、戦後に和歌山市へ編入された海草郡西和佐村の岩橋喜宮一が応募したものが入選となったが、楽譜は現存しておらず作曲者は不詳。
1990年（平成2年）刊の『和歌山市史』第3巻では歌詞の一節を引用し「工業化する都市の様子を謳歌」することが特徴だったと紹介されている。

### 2代目（1935年）
2代目の「和歌山市歌」は初代から13年後の1935年（昭和10年）に制定された。歌詞は初代と同様に懸賞募集を行ったが入選作は「該当なし」となり、審査委員を務めた歌人の土岐善麿が作詞したものに東京音楽学校助教授の下総皖一が曲を付けたとされるが、初代と同様に楽譜は現存していない。

### 3代目（1940年）
3代目の「和歌山市歌」は2代目の制定からわずか5年後の1940年（昭和15年）、市による皇紀二千六百年記念事業の一環として歌詞を懸賞募集し、有田郡広村（現在の広川町）の広村尋常小学校教員・田辺善一の応募作が入選した。一等入選の賞金は500円と、当時としては異例の破格であったとされる。
作曲は現在の有田市出身で東京音楽学校教授の澤崎定之が行ったが、初代・2代目と同様に歌詞のみが伝わっており和歌山市立博物館の調査でも楽譜は発見されなかった。2017年（平成29年）になり、市内の高齢者が制定時の記憶を基に行った3代目市歌のハーモニカ演奏を採譜することによって楽譜が復元されている。